# Aongstroemia rufo-aurea
Aongstroemia rufo-aurea là một loài rêu trong họ Dicranaceae. Loài này được Hampe mô tả khoa học đầu tiên năm 1860.